# Liga Europea de Fútbol Americano 2009
La Liga Europea de Fútbol Americano 2009 fue la edición número 23 de la Liga Europea de Fútbol Americano, que es la máxima competición de fútbol americano de Europa. La organiza la Federación Europea de Fútbol Americano (European Federation of American Football -EFAF- en inglés).
El partido de la final se denomina Eurobowl, y fue ganado por Tirol Raiders.

## Equipos
La EFAF determina los equipos que participan en función del nivel competitivo de las 17 ligas europeas que pueden aportar equipos. Los equipos más potentes que se clasifican para competiciones europeas compiten en la Liga Europea de Fútbol Americano, mientras que los de menor nivel lo hacen en la Copa de la EFAF.

## Formato
En la primera fase, se formaron 4 grupos de 3 equipos cada uno y se jugaron 2 partidos en cada grupo, uno en casa contra un oponente y otro fuera contra el tercer oponente. 
Los campeones de cada uno de estos 4 grupos avanzaron a los play-offs, que se disputaron a partidos por eliminación, comenzando en cuartos de final. 
En los play-offs ya esperan, clasificados directamente sin tener que jugar la fase de grupos, otros 4 equipos designados por la EFAF (los cuatro equipos que llegaron a las semifinales del año anterior).

## Primera fase

### Grupo 1
|    | Equipo             | PJ | Puntos | TD     | Dif. |
| -- | ------------------ | -- | ------ | ------ | ---- |
| 1. | Braunschweig Lions | 2  | 4      | 100:40 | +60  |
| 2. | Bolzano Giants     | 2  | 2      | 41:53  | -12  |
| 3. | Valencia Firebats  | 2  | 0      | 19:67  | -48  |

### Grupo 2
|    | Equipo               | PJ | Puntos | TD     | Dif. |
| -- | -------------------- | -- | ------ | ------ | ---- |
| 1. | Élancourt Templiers  | 2  | 4      | 89:49  | +40  |
| 2. | Bergamo Lions        | 2  | 2      | 68:59  | +9   |
| 3. | L'Hospitalet Pioners | 2  | 0      | 55:104 | -49  |

### Grupo 3
|    | Equipo             | PJ | Puntos | TD    | Dif. |
| -- | ------------------ | -- | ------ | ----- | ---- |
| 1. | La Courneuve Flash | 2  | 4      | 59:37 | +22  |
| 2. | Berlin Adler       | 2  | 2      | 78:31 | +48  |
| 3. | Moscow Patriots    | 2  | 0      | 13:82 | -69  |

### Grupo 4
|    | Equipo                  | PJ | Puntos | TD    | Dif. |
| -- | ----------------------- | -- | ------ | ----- | ---- |
| 1. | Porvoon Butchers        | 2  | 4      | 49:13 | +36  |
| 2. | Stockholm Mean Machines | 2  | 2      | 54:34 | +20  |
| 3. | Eidsvoll 1814's         | 2  | 0      | 19:75 | -56  |

## Play-offs
|  | Cuartos de final     | Cuartos de final     | Cuartos de final     |                    |                    | Semifinales   | Semifinales | Semifinales |  |                    | Eurobowl XXIII | Eurobowl XXIII | Eurobowl XXIII |  |
|  |                      |                      |                      |                    |                    |               |             |             |  |                    |                |                |                |  |
|  |                      |                      |                      |                    |                    |               |             |             |  |                    |                |                |                |  |
|  | Bandera de Austria   | Tirol Raiders        | 35                   |                    |                    |               |             |             |  |                    |                |                |                |  |
|  | Bandera de Austria   | Tirol Raiders        | 35                   |                    |                    |               |             |             |  |                    |                |                |                |  |
|  | Bandera de Alemania  | Braunschweig Lions   | 7                    |                    |                    |               |             |             |  |                    |                |                |                |  |
|  | Bandera de Alemania  | Braunschweig Lions   | 7                    |                    | Bandera de Austria | Tirol Raiders | 31          |             |  |                    |                |                |                |  |
|  |                      |                      |                      |                    | Bandera de Austria | Tirol Raiders | 31          |             |  |                    |                |                |                |  |
|  |                      |                      | Bandera de Finlandia | Porvoon Butchers   | 13                 |               |             |             |  |                    |                |                |                |  |
|  | Bandera de Finlandia | Seinäjoki Crocodiles | Bandera de Finlandia | Porvoon Butchers   | 13                 | 21            |             |             |  |                    |                |                |                |  |
|  | Bandera de Finlandia | Seinäjoki Crocodiles |                      |                    |                    |               |             |             |  |                    |                |                |                |  |
|  | Bandera de Finlandia | Porvoon Butchers     | 27                   |                    |                    |               |             |             |  |                    |                |                |                |  |
|  | Bandera de Finlandia | Porvoon Butchers     | 27                   |                    |                    |               |             |             |  | Bandera de Austria | Tirol Raiders  | 30             |                |  |
|  |                      |                      |                      |                    |                    |               |             |             |  | Bandera de Austria | Tirol Raiders  | 30             |                |  |
|  |                      |                      | Bandera de Francia   | La Courneuve Flash | 19                 |               |             |             |  |                    |                |                |                |  |
|  | Bandera de Austria   | Graz Giants          | Bandera de Francia   | La Courneuve Flash | 19                 | 20            |             |             |  |                    |                |                |                |  |
|  | Bandera de Austria   | Graz Giants          |                      |                    |                    |               |             |             |  |                    |                |                |                |  |
|  | Bandera de Francia   | Élancourt Templiers  | 6                    |                    |                    |               |             |             |  |                    |                |                |                |  |
|  | Bandera de Francia   | Élancourt Templiers  | 6                    |                    | Bandera de Austria | Graz Giants   | 33          |             |  |                    |                |                |                |  |
|  |                      |                      |                      |                    | Bandera de Austria | Graz Giants   | 33          |             |  |                    |                |                |                |  |
|  |                      |                      | Bandera de Francia   | La Courneuve Flash | 35                 |               |             |             |  |                    |                |                |                |  |
|  | Bandera de Austria   | Vienna Vikings       | Bandera de Francia   | La Courneuve Flash | 35                 | 3             |             |             |  |                    |                |                |                |  |
|  | Bandera de Austria   | Vienna Vikings       |                      |                    |                    |               |             |             |  |                    |                |                |                |  |
|  | Bandera de Francia   | La Courneuve Flash   | 14                   |                    |                    |               |             |             |  |                    |                |                |                |  |
|  | Bandera de Francia   | La Courneuve Flash   | 14                   |                    |                    |               |             |             |  |                    |                |                |                |  |
|  |                      |                      |                      |                    |                    |               |             |             |  |                    |                |                |                |  |